# Adelchi-Riccardo Mantovani
Adelchi-Riccardo Mantovani (Ro Ferrarese, 1942 – Berlino, 18 febbraio 2023) è stato un pittore italiano.

## Biografia
Mantovani nacque a Ro Ferrarese nel 1942. Ultimo di tre figli, a 4 anni rimase orfano di padre e per 6 anni fu ospitato nell'orfanotrofio di Ferrara. Il ricordo triste di quegli anni e dei suoi incubi infantili si ritrova in Il rosario 1, un'opera del 1976 dipinta a memoria, in cui predomina il grigio e il marrone
A dieci anni venne poi inserito nella Città del Ragazzo, un istituto professionale appena fuori città (Aguscello), dove imparò il mestiere di tornitore. Nel 1960 si riunì con la famiglia a Ferrara ed ebbe occasione di conoscere Silvan Gastone Ghigi, pittore allievo di Filippo de Pisis che fece nascere in lui l'interesse per la pittura, interesse che tuttavia si esaurì rapidamente con la necessità di trovare un lavoro all'estero.
Nel 1964, all'età di 22 anni, emigrò in Germania trovando lavoro in una località nei pressi di Colonia. Dopo due anni si trasferì a Berlino, dove fu assunto come operaio alla Siemens. Nella città tedesca ebbe modo di seguire corsi serali di disegno, ricominciando all'inizio degli anni '70 a dipingere dopo una lunga pausa. Si unì a un gruppo di artisti stranieri e partecipò con loro a diverse mostre collettive. Nel 1977 tenne la prima personale alla galleria Taube di Berlino, cui ne seguì un'altra nel 1979 alla Kommunale Galerie di Wilmersdorf. In quello stesso anno decise di licenziarsi dalla Siemens e dedicarsi a tempo pieno alla pittura.
Il suo stile fu sempre molto personale, allegorico e legato ai ricordi dell'infanzia. Attinse ispirazione dalle opere di Giorgio de Chirico, Paul Delvaux e René Magritte.
Vittorio Sgarbi gli fece conoscere il collezionista d'arte Orazio Bagnasco che acquistò tutta la sua prima produzione. Fu sempre il critico d'arte a organizzare la sua prima personale a Berlino.

## Esposizioni
Le sue opere sono state esposte in importanti mostre: a Ferrara nel Castello Estense da marzo ad ottobre 2022 e a Rovereto al MART dall'ottobre 2022 al febbraio 2023.

## Opere principali
- Il funerale del pazzo del paese (1971)
- Natura morta (1971)
- Notturno padano (1994)
- L'apoteosi di Pinocchia (1992)
- Zane e il pulcino (1998)
- La principessa santa (2008)
- A date with Grace (2008)
- I fumetti di Valentino
- In viaggio con le fate
- Arriva il sole (2009)
- La festa del paese (2018)
- Regina Mundi
- Fuga dal paradiso (2021)
- La fine della guerra infinita